# 겹침이음
겹침이음(-splice)이란 규격화되어 공장에서 생산되는 철근을, 건설 현장에서 구조물에 필요한 철근길이에 맞게 이어붙여 길이를 늘이는 것이다.
휨부재 겹침이음 시 두 철근이 직접 닿지 않게 겹침이음할수도 있는데 이때 두 철근이, 소요 겹침이음 길이 ls의 1/5 또는 150mm 중 작은값 이상 떨어지면 안 된다.
다발철근을 이음하는 경우 한 다발 내에서 각 철근의 이음이 한 군데에서 중복되면 안 된다.
원형철근 겹침이음 시는 갈고리를 쓰지만, 이형철근을 겹침이음할 때는 일반적으로 갈고리를 쓰지 않는다.
db ≤ 35mm이면 기계적인 이음(슬리브, 너트 등을 사용) 또는 겹침이음을 할 수 있지만, 35mm를 초과하는 철근에 대해서는 일반적으로 겹침이음을 사용하지 않고 용접이음한다. 기계적 이음 또는 용접 이음하는 경우 강도가 1.25fy 이상이어야 한다.

## 겹침이음 등급
겹침이음 등급은 A, B로 나누며, 기준은 다음과 같다.
- A급: {\displaystyle {\frac {{\text{배 근 }}A_{s}}{{\text{소 요 }}A_{s}}}\geq 2,{\frac {{\text{겹 침 이 음 }}A_{s}}{{\text{전 체 }}A_{s}}}\leq {\frac {1}{2}}}인 경우
- B급: {\displaystyle {\frac {{\text{배 근 }}A_{s}}{{\text{소 요 }}A_{s}}}<2,{\frac {{\text{겹 침 이 음 }}A_{s}}{{\text{전 체 }}A_{s}}}>{\frac {1}{2}}}인 경우

## 인장철근 최소 겹침이음 길이
인장철근 최소 겹침이음 길이 ls는 300mm 이상이어야 하며, A, B급 겹침이음으로 구분한다. A급이 더 적게 겹쳐서 철근을 잇는다.
- A급: {\displaystyle l_{s}=1.0l_{d}}
- B급: {\displaystyle l_{s}=1.3l_{d}}

ld: 인장 이형철근 정착길이. 최소 인장이형철근 정착길이 300mm 규정, 철근 보정량 계수 {\displaystyle {\frac {{\text{소 요 }}A_{s}}{{\text{배 근 }}A_{s}}}}를 사용하지 않은 값

## 압축철근 최소 겹침이음 길이
압축철근 최소 겹침이음 길이 ls는 300mm 이상이어야 한다. 콘크리트 설계기준압축강도 < 21MPa인 경우 겹침이음길이를 1/3 증가시켜야 한다.
- {\displaystyle f_{y}\leq 400MPa:l_{s}=\left({\frac {1.4f_{y}}{\lambda {\sqrt {f_{ck}}}}}-52\right)d_{b}\leq 0.072f_{y}d_{b}}
- {\displaystyle f_{y}>400MPa:l_{s}=\left({\frac {1.4f_{y}}{\lambda {\sqrt {f_{ck}}}}}-52\right)d_{b}\leq (0.13f_{y}-24)d_{b}}

## 주철근에의 사용
주철근에 이형 철근으로 시공하는 경우 겹침이음 길이가 짧아지는 장점이 있다.

## 같이 보기
- 부착
- 정착
- 절단 (철근 콘크리트 공학)

## 참고 문헌
- 이학민 (2016년 8월 20일). 《토목설계》 4판. 탑스팟. ISBN 9791186814499.